# مگس‌های چشم‌شاخکی
چشم‌شاخکیان (نام علمی: Diopsidae) تیره‌ای است که در راسته دوبالان جای دارد.

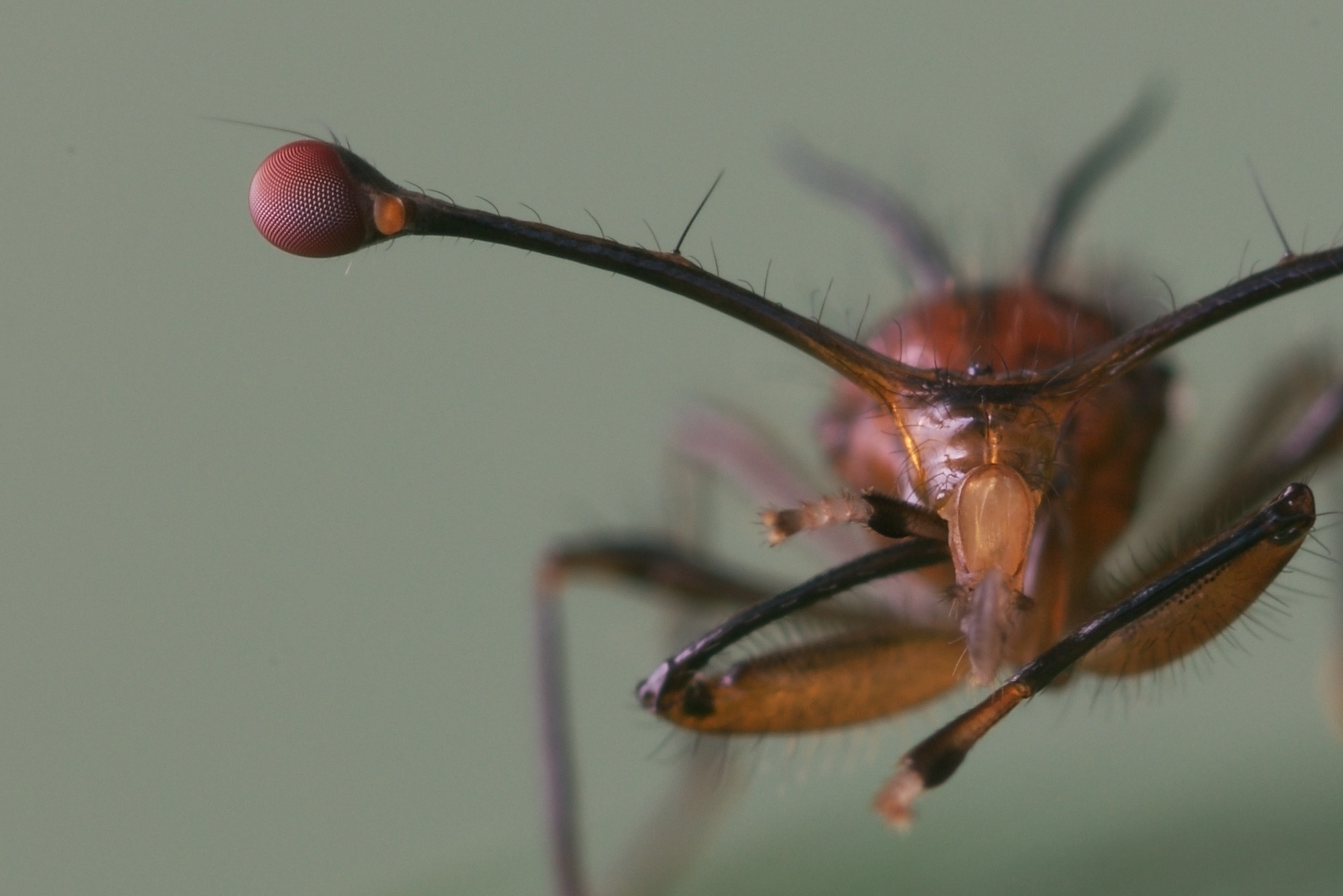
نمای نزدیک